# Costes del Garraf
Costes del Garraf este o arie protejată (arie specială de conservare — SAC, sit de importanță comunitară — SCI, arie de protecție specială avifaunistică — SPA) din Spania întinsă pe o suprafață de 26.472,92 ha, integral marine.

## Localizare
Centrul sitului Costes del Garraf este situat la coordonatele 41°11′53″N 1°51′25″E / 41.198°N 1.857°E.

## Înființare
Situl Costes del Garraf a fost declarat sit de importanță comunitară în septembrie 2006 pentru a proteja 22 de specii de animale. Alte tipuri de protecție:
- arie de protecție specială avifaunistică (în septembrie 2006)[3]
- arie specială de conservare (în noiembrie 2014)[2][4][5]

## Biodiversitate
Situată în ecoregiunea marină mediteraneană, aria protejată conține 2 habitate naturale: Recifuri, Straturi cu Posidonia (Posidonion oceanicae).
La baza desemnării sitului se află mai multe specii protejate:
- păsări (19): alca (Alca torda), rață mare (Anas platyrhynchos), Calonectris diomedea, Certhia brachydactyla, porumbel de scorbură (Columba oenas), porumbel gulerat (Columba palumbus), vânturel roșu (Falco tinnunculus), lișiță (Fulica atra), Hydrobates pelagicus, Larus michahellis, pescăruș râzător (Larus ridibundus), muscar sur (Muscicapa striata), Phalacrocorax aristotelis desmarestii, Phalacrocorax carbo sinensis, Puffinus mauretanicus, cristei de baltă (Rallus aquaticus), Rissa tridactyla, silvie roșcată (Sylvia cantillans), chiră de mare (Thalasseus sandvicensis)
- mamifere (1): delfin mare (Tursiops truncatus)
- pești (1): Aphanius iberus
- reptile (1): Caretta caretta

Pe lângă speciile protejate, pe teritoriul sitului au mai fost identificate 5 specii de amfibieni, 10 specii de mamifere, 1 specie de pești, 1 specie de reptile.